# Maesa amplexicaulis
Maesa amplexicaulis är en viveväxtart som beskrevs av Utteridge. Maesa amplexicaulis ingår i släktet Maesa och familjen viveväxter. Inga underarter finns listade i Catalogue of Life.